# J-12
Pour les articles homonymes, voir J12.
La J-12 est une voie rapide urbaine dans la province de Jaén qui permet d'accéder au centre de sa capitale depuis l'A-316 en venant du nord.
D'une longueur de 3,5 kilomètres environ, elle prolonge l'A-316 et pénètre dans Jaén par le nord avant de prolonger la grande Avenue de Madrid.
Elle est composée de cinq échangeurs jusqu'au centre urbain.

## Tracé
Elle débute sur le prolongement de l'A-316 (Úbeda - Estepa) au nord de Jaén dont elle intègre le centre urbain par le nord jusqu'à l'Avenue de Madrid

## Sorties
| Numéro de la sortie | Nom de la sortie                                                                      | Bifurcation |
| ------------------- | ------------------------------------------------------------------------------------- | ----------- |
|                     | Lucena - Séville Cordoue A-306 Mancha Real - Ubeda Albacete A-32 Bailen - Madrid A-44 | A-316       |
| 01                  | Jaen Est - Université de Jaén Grenade - Motril A-44                                   | A-316       |
|                     | Jaen Centre - Jaen-Avenida de Madrid Université de Jaén                               |             |